# Skötufjörður
Skötufjörður är en fjord i republiken Island.   Den ligger i regionen Västfjordarna, i den västra delen av landet, 200 km norr om huvudstaden Reykjavík.